# Вортінгтон (Айова)
Вортінгтон (англ. Worthington) — місто (англ. city) в США, в окрузі Дюб'юк штату Айова. Населення — 382 особи (2020).

## Географія
Вортінгтон розташований за координатами 42°23′52″ пн. ш. 91°7′14″ зх. д. / 42.39778° пн. ш. 91.12056° зх. д. (42.397847, -91.120561).  За даними Бюро перепису населення США в 2010 році місто мало площу 1,00 км², уся площа — суходіл. В 2017 році площа становила 1,14 км², уся площа — суходіл.

## Демографія
Згідно з переписом 2010 року, у місті мешкала 401 особа в 160 домогосподарствах у складі 109 родин. Густота населення становила 402 особи/км².  Було 162 помешкання (162/км²).
Расовий склад населення:
| - 98,5 % — білих - 0,2 % — чорних або афроамериканців - 1,2 % — осіб інших рас |

До двох чи більше рас належало 0,0 %. Частка іспаномовних становила 1,5 % від усіх жителів.
За віковим діапазоном населення розподілялося таким чином: 26,4 % — особи молодші 18 років, 60,6 % — особи у віці 18—64 років, 13,0 % — особи у віці 65 років та старші. Медіана віку мешканця становила 38,9 року. На 100 осіб жіночої статі у місті припадало 102,5 чоловіків;  на 100 жінок у віці від 18 років та старших — 96,7 чоловіків також старших 18 років.
Середній дохід на одне домашнє господарство  становив 61 031 долар США (медіана — 61 136), а середній дохід на одну сім'ю — 71 709 доларів (медіана — 68 125). Медіана доходів становила 35 909 доларів для чоловіків та 35 417 доларів для жінок. За межею бідності перебувало 4,7 % осіб, у тому числі 4,3 % дітей у віці до 18 років та 15,5 % осіб у віці 65 років та старших.
Цивільне працевлаштоване населення становило 247 осіб. Основні галузі зайнятості: виробництво — 27,5 %, освіта, охорона здоров'я та соціальна допомога — 18,6 %, роздрібна торгівля — 13,4 %, будівництво — 9,3 %.